# Prophet Elias (Frankfurt am Main)

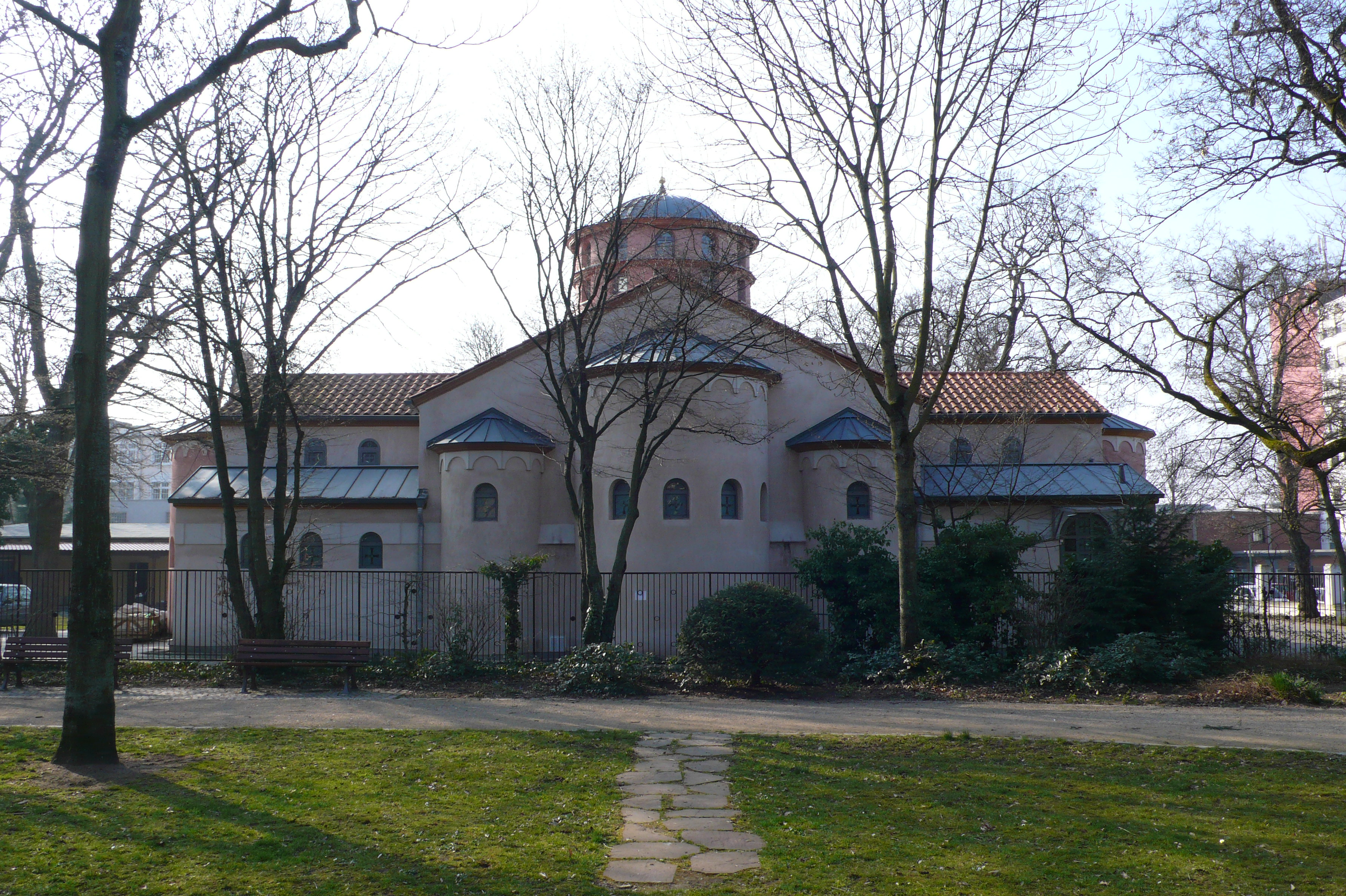
Griechisch-orthodoxe Kirche Frankfurt-Bockenheim (2014)

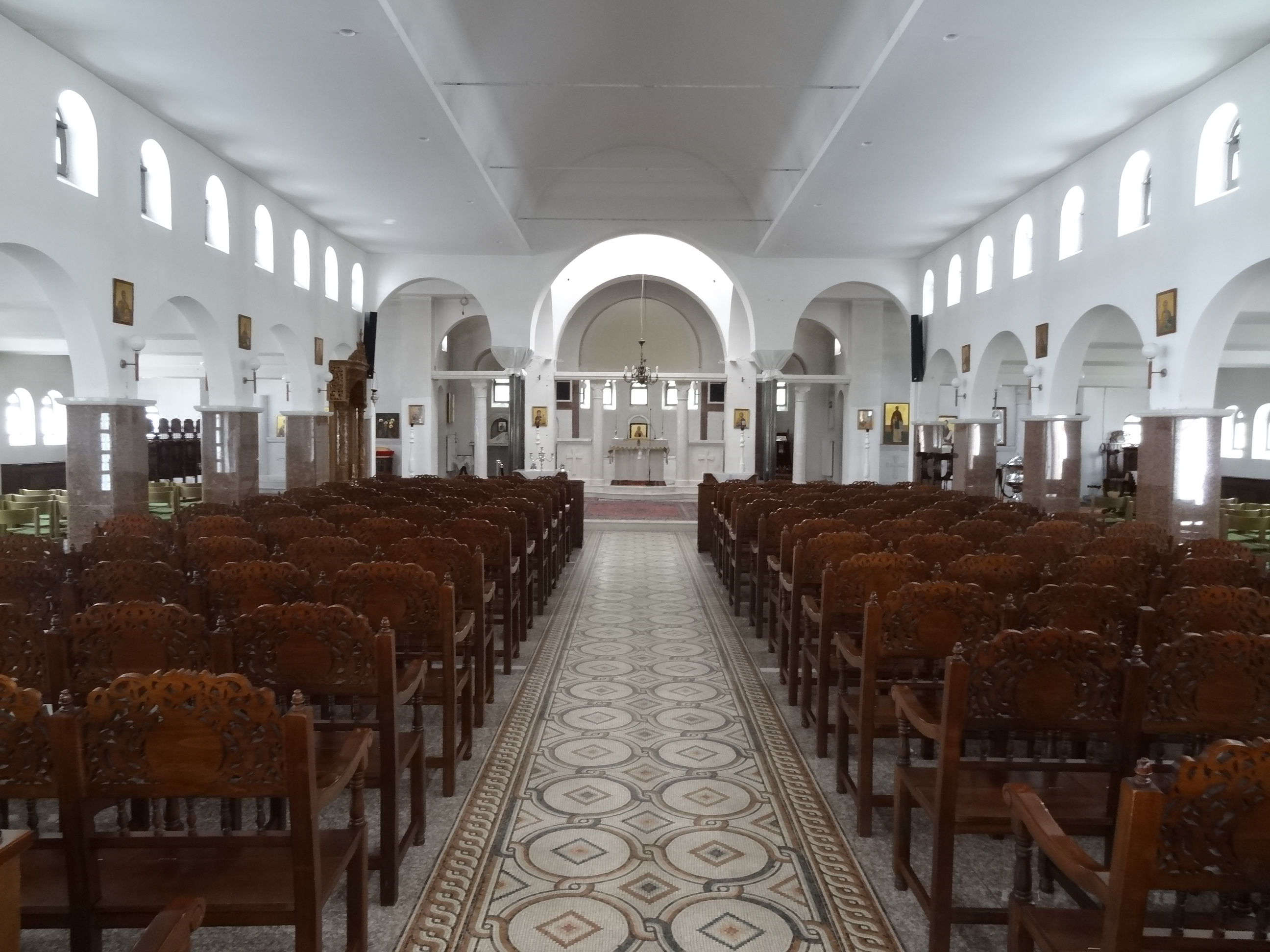
Eliaskirche Frankfurt am Main (2013)

Die Griechisch-Orthodoxe Kirche Prophet Elias (griechisch: Προφήτης Ηλίας) in Frankfurt am Main ist einer der größten orthodoxen Sakralbauten in Deutschland. Die Kirche befindet sich im Stadtteil Bockenheim und gehört zur Griechisch-Orthodoxen Metropolie von Deutschland, die dem Ökumenischen Patriarchat von Konstantinopel untersteht.
Die Gemeinde zählt zu den mitgliederstärksten orthodoxen Gemeinden Deutschlands. Zu den Sonntagsgottesdiensten versammeln sich regelmäßig 500 bis 600 Gläubige. Die Gottesdienste werden sowohl auf Griechisch als auch auf Deutsch gefeiert.

## Lage
Die Kirche befindet sich in der Solmsstraße 1 im Westen Frankfurts, im Stadtteil Bockenheim, nahe dem ehemaligen Alten Friedhof Bockenheim und in unmittelbarer Nähe des Bahnhofs Frankfurt West. Das Areal liegt im Übergang zwischen historischer Wohnbebauung und dem modernen Quartier City West.

## Geschichte
Das Gebäude wurde ursprünglich 1951 als Teil der evangelischen Dreifaltigkeitsgemeinde Frankfurt errichtet. Seit 1972 nutzt die wachsende griechisch-orthodoxe Gemeinde den Raum für eigene Gottesdienste. Im Jahr 1998 erwarb sie das Gebäude dauerhaft. Die Namensgebung zu Ehren des Propheten Elias verweist auf eine zentrale Figur des Alten Testaments und ist in der griechischen Tradition besonders populär.
Die Umwidmung erfolgte im Einvernehmen mit der Evangelische Kirche in Hessen und Nassau. In den Folgejahren wurde die Kirche baulich an die Bedürfnisse der orthodoxen Liturgie angepasst, unter anderem durch die Errichtung einer Ikonostase, die Installation eines Kuppelaufbaus und die großflächige Ausmalung mit byzantinischen Fresken.
Der Umbau erfolgte nach Plänen des Architekten Klaus Hönig, der die bestehende Struktur an die liturgischen und ästhetischen Anforderungen der orthodoxen Kirche anpasste.
Zwischen 2016 und 2019 wurde der Innenraum der Kirche durch den  Ikonenmaler und Professor der Universität Athen, Georgios Kordis, mit einer vollständigen Freskierung im klassischen byzantinischen Stil versehen. Seine Arbeit wird von Fachleuten als bedeutender Beitrag zur orthodoxen Sakralkunst im deutschsprachigen Raum gewertet.

## Architektur
Mit einer Gesamtfläche von rund 1.000 Quadratmetern ist die Kirche Prophet Elias das größte orthodoxe Gotteshaus in Hessen und zählt auch deutschlandweit zu den flächenmäßig bedeutendsten ihrer Art.
Der Bau kombiniert westliche Architekturformen mit Elementen der byzantinischen Sakralarchitektur. Sichtbare Merkmale sind die zentrale Kuppel, ein freistehender Glockenturm und die orthodoxe Ikonostase im Innenraum. Wand- und Deckenmalereien sowie Ikonen prägen das liturgische Bildprogramm. In der Kuppel befindet sich eine Darstellung von Christus Pantokrator, flankiert von biblischen Szenen und Heiligen.

## Liturgisches Gemeindeleben
Die Gemeinde gilt laut Aussage der orthodoxen Bischofskonferenz als eine der aktivsten und lebendigsten orthodoxen Gemeinden in Deutschland. Sie zeichnet sich durch eine familienorientierte, jugendnahe und kulturell engagierte Gemeindestruktur aus.
Die Liturgie wird regelmäßig zweisprachig gefeiert:
- Griechisch (Liturgiesprache der orthodoxen Kirche)
- Deutsch (für Gemeindemitglieder nicht-griechischer Herkunft oder der zweiten Generation)

Der sonntägliche Orthros beginnt um 8:00 Uhr, gefolgt von der Göttlichen Liturgie ab ca. 9:30 Uhr. Im Anschluss treffen sich viele Gemeindemitglieder im Gemeindezentrum zu Begegnung und Austausch.

## Weitere Kirchengemeinden, die das Gebäude nutzen
Neben der eigenen Gemeinde nutzen auch weitere orthodoxe Gemeinden die Kirche Prophet Elias regelmäßig für ihre Gottesdienste.
Darunter öffnet die Gemeinde Prophet Elias auch den antiochenischen, georgischen und ukrainischen orthodoxen Gemeinden Frankfurts ihre Räume, sodass diese dort regelmäßig ihre Liturgien feiern können.
Diese Gastfreundschaft unterstreicht die überregionale Bedeutung der Kirche als liturgisches Zentrum für orthodoxe Christen unterschiedlicher Herkunft im Rhein-Main-Gebiet und spiegelt die interorthodoxe Offenheit und Kooperation wider, die in der Gemeinde aktiv gelebt wird.

## Mainsegnung
Eine überregionale liturgische Tradition, zu der die Gemeinde Prophet Elias einlädt, ist die jährliche Wasserweihe am Main, die Mainsegnung, anlässlich des Festes der Theophanie (Erscheinung des Herrn), das weltweit von Christen gefeiert wird.
Die Feier findet seit mehreren Jahrzehnten am Sonntag nach dem 6. Januar statt und erinnert an die Taufe Christi im Jordan. Dabei wird der Main symbolisch gesegnet – stellvertretend für alle Gewässer und als Zeichen der Heiligung der gesamten Schöpfung.
Die Zeremonie hat sich in Frankfurt zu einer festen interorthodoxen Tradition entwickelt, an der regelmäßig mehrere hundert Gläubige aus verschiedenen orthodoxen Kirchen und Nationen teilnehmen.
Der jeweilige Pfarrer der Gemeinde Prophet Elias – in der Regel auch Bischofsvikar für Hessen – lädt jährlich alle orthodoxen Gemeinden der Region zu dieser Feier ein, die nicht nur als geistliches Ereignis, sondern auch als Ausdruck der Einheit der orthodoxen Christen im Rhein-Main-Gebiet verstanden wird.

## Kapellen
Innerhalb des Kirchengeländes befinden sich zwei weitere geweihte Kapellen, die eigenständige liturgische Räume bilden und für besondere Anlässe sowie regelmäßige Gottesdienste genutzt werden:
- Kapelle zur Entschlafung der Gottesgebärerin: Diese Kapelle befindet sich im südlichen Teil des Kirchengebäudes und dient neben der griechischen Gemeinde auch der antiochenisch-orthodoxen sowie der ukrainisch-orthodoxen Gemeinde für ihre Gottesdienste. In festgelegtem Turnus werden hier Liturgien in deren jeweiligen Traditionen gefeiert, was die interorthodoxe Offenheit der Gemeinde Prophet Elias unterstreicht.
- Kapelle des Heiligen Neumärtyrers  Georg von Ioannina: Geweiht einem in der griechischen Kirche besonders verehrten Heiligen des 19. Jahrhunderts, dient diese kleinere Kapelle dem persönlichen Gebet, der Fürbitte sowie der Feier von Andachten und Gedenkgottesdiensten.

Beide Kapellen ergänzen die zentrale Kirche funktional wie spirituell und erweitern das liturgische Spektrum der Gemeinde um Orte der Stille, Andacht und übergemeindlichen Gastfreundschaft.

## Gemeindeleben
Die Gemeinde bietet  religiöse, kulturelle und soziale Aktivitäten:
- Katechese für Kinder, Jugendliche und Erwachsene
- Jugendarbeit mit Tanzgruppen, Sport und Projekten
- Chor und Kirchenmusik[3]
- Vortragsreihen, Seminare und Ausstellungen
- Kooperationen mit Schulen, Kindergärten und interreligiösen Initiativen[4]

Kulturelle Höhepunkte sind die jährlich stattfindenden Gemeindefeste zu Ehren des Frankfurter Stadtpatrons, des Heiligen Apostels Bartholomäus und des besonderen Gemeindepatrons, des Heiligen Propheten Elias, die mit Gottesdiensten, Musik, Tanz und griechischer Küche Tausende Besucher anzieht.

## Pfarramt und Organisation
Die Seelsorge der Gemeinde liegt seit dem 20. Juli 2017 in den Händen von Gregorios Sorovakos, der die Gemeinde gemeinsam mit ehrenamtlichen Mitarbeitern und einem gewählten Gemeinderat leitet. Ein Förderverein unterstützt liturgische, soziale und bauliche Projekte.
Vorangegangene Pfarrer und Vorsteher der Gemeinde waren:
- Vasilios Zangas (1972–1996)
- Bartholomaios von Arianz (1996–2004)
- Athenagoras von Nazianz (2004–2017)
- Gregorios Sorovakos (2017–   )